# Nuoto ai Giochi della XXX Olimpiade - Staffetta 4x200 metri stile libero femminile
La Staffetta 4x200 metri stile libero femminile dei Giochi di Londra sì è svolta il 1º agosto 2012. Le squadre partecipanti sono state 16 e hanno schierato tra batterie e finale un totale di 84 atlete.
Gli Stati Uniti si sono imposti stabilendo il nuovo record olimpico in 7'42"92.

## Record
Prima della competizione i record mondiale e olimpico erano i seguenti:
| Record mondiale | 7'42"08 | Cina Yang Yu (1'55.47) Zhu Qianwei (1'55.79) Liu Jing (1'56.09) Pang Jiaying (1'54.73)                       | 30 luglio 2009 Roma, Italia  |
| Record olimpico | 7'44"31 | Australia Stephanie Rice (1'56.60) Bronte Barratt (1'56.58) Kylie Palmer (1'55.22) Linda Mackenzie (1'55.91) | 14 agosto 2008 Pechino, Cina |

Durante la gara è stato stabilito il seguente primato:
| Data      | Evento | Nazione     | Atlete                                                                                               | Tempo   | Record          |
| --------- | ------ | ----------- | --- | ------- | --------------- |
| 1º agosto | Finale | Stati Uniti | Missy Franklin (1'55.96) Dana Vollmer (1'56.02) Shannon Vreeland (1'56.85) Allison Schmitt (1'54.09) | 7'42.92 | Record olimpico |

## Risultati

### Batterie
| Pos. | Nazione       | Atlete | Tempo   | Batt. | Corsia | Note             |
| ---- | ------------- | --- | ------- | ----- | ------ | ---------------- |
| 1    | Australia     | Brittany Elmslie (1'57"50) Angie Bainbridge (1'57"70) Jade Neilsen (1'57"25) Blair Evans (1'56"99)                      | 7'49"44 | 1     | 4      | Q                |
| 2    | Stati Uniti   | Lauren Perdue (1'58"07) Shannon Vreeland (1'57"04) Alyssa Anderson (1'57"33) Dana Vollmer (1'58.31)                     | 7'50"75 | 2     | 4      | Q                |
| 3    | Canada        | Barbara Jardin (1'57"76) Samantha Cheverton (1'57"38) Amanda Reason (1'58"51) Brittany MacLean (1'57"19)                | 7'50.84 | 1     | 5      | Q                |
| 4    | Italia        | Alice Mizzau (1'57"95) Alice Nesti (1'59"80) Diletta Carli (1'58"54) Federica Pellegrini (1'56"46)                      | 7'52"75 | 2     | 6      | Q                |
| 5    | Francia       | Ophélie-Cyrielle Étienne (1'58"43) Margaux Farrell (2'00"06) Myléne Lazare (1'58"82) Camille Muffat (1'55"57)           | 7'52"88 | 1     | 3      | Q                |
| 6    | Cina          | Zhu Qianwei (1'59"23) Liu Jing (1'58"00) Chen Qian (1'58"17) Pang Jiaying (1'58"26)                                     | 7'53"66 | 2     | 5      | Q                |
| 7    | Gran Bretagna | Caitlin McClatchey (1'58"22) Rebecca Turner (1'57"87) Ellie Faulkner (1'59"36) Joanne Jackson (1'58"86)                 | 7'54"31 | 1     | 6      | Q                |
| 8    | Giappone      | Haruka Ueda (1'57"70) Hanae Itō (1'58"12) Yayoi Matsumoto (1'59"67) Aya Takano (1'59"07)                                | 7'54"56 | 1     | 2      | Q                |
| 9    | Ungheria      | Ágnes Mutina (2'00"06) Zsuzsanna Jakabos (1'57"59) Katinka Hosszú (1'57"84) Evelyn Verrasztó (1'59"09)                  | 7'54"58 | 2     | 3      |                  |
| 10   | Spagna        | Melanie Costa Schmid (1'57"66) Patricia Castro Ortega (1'58"09) Lydia Morant (1'59"66) Mireia Belmonte Garcia (1'59"18) | 7'54"59 | 1     | 1      | Record nazionale |
| 11   | Nuova Zelanda | Tash Hind (1'58"79) Samantha Lucie-Smith (1'58"89) Amaka Gessler (1'59"03) Melissa Ingram (1'59"21)                     | 7'55"92 | 2     | 2      |                  |
| 12   | Russia        | Marija Baklakova (2'00"75) Elena Sokolova (1'58"33) Veronika Popova (1'58"48) Dar'ja Beljakina (1'58"94)                | 7'56"50 | 1     | 7      |                  |
| 13   | Germania      | Silke Lippok (1'58"43) Theresa Michalak (2'00"65) Annika Bruhn (1'59"61) Daniela Schreiber (2'00"24)                    | 7'58"93 | 2     | 7      |                  |
| 14   | Slovenia      | Sara Isaković (1'59"58) Anja Klinar (2'00"53) Urša Bežan (2'01"92) Mojca Sagmeister (2'02"66)                           | 8'04"69 | 2     | 1      |                  |
| 15   | Ucraina       | Daryna Zevina (1'59"68) Hanna Dzerkal' (2'04"68) Darja Stepanjuk (2'05"49) Iryna Hlavnyk (2'02"82)                      | 8'12"67 | 1     | 8      |                  |
| 16   | Polonia       | Katarzyna Wilk (2'05"46) Karolina Szczepaniak (2'02"99) Diana Sokołowska (2'01"45) Aleksandra Putra (2'03"86)           | 8'13"76 | 2     | 8      |                  |

### Finale
| Pos.    | Nazione       | Atlete | Tempo   | Corsia | Note             |
| ------- | ------------- | --- | ------- | ------ | ---------------- |
| Oro     | Stati Uniti   | Missy Franklin (1'55"96) Dana Vollmer (1'56"02) Shannon Vreeland (1'56"85) Allison Schmitt (1'54"09)           | 7'42"92 | 5      | Record olimpico  |
| Argento | Australia     | Bronte Barratt (1'55"76) Melanie Schlanger (1'55"62) Kylie Palmer (1'56"91) Alicia Coutts (1'56"12)            | 7'44"41 | 4      |                  |
| Bronzo  | Francia       | Camille Muffat (1'55"51) Charlotte Bonnet (1'57"78) Ophélie-Cyrielle Étienne (1'58"05) Coralie Balmy (1'56"15) | 7'47"49 | 2      | Record nazionale |
| 4       | Canada        | Barbara Jardin (1'57"96) Samantha Cheverton (1'56"91) Amanda Reason (1'59"32) Brittany MacLean (1'56"46)       | 7'50"65 | 3      |                  |
| 5       | Gran Bretagna | Caitlin McClatchey (1'58"66) Rebecca Turner (1'57"39) Hannah Miley (1'58"12) Joanne Jackson(1'58"20)           | 7'52"37 | 1      |                  |
| 6       | Cina          | Wang Shijia (1'58"32) Ye Shiwen (1'57"37) Liu Jing (1'59"51) Tang Yi (1'57"91)                                 | 7'53"11 | 7      |                  |
| 7       | Italia        | Alice Mizzau (1'58"93) Alice Nesti (2'00"03) Diletta Carli (1'59"73) Federica Pellegrini (1'57"61)             | 7'56"30 | 6      |                  |
| 8       | Giappone      | Haruka Ueda (1'58"23) Hanae Itō (1'58"26) Yayoi Matsumoto (2'00"82) Aya Takano (1'59"42)                       | 7'56"73 | 8      |                  |